# USS Philip (DD-498)
USS Philip (DD/DDE-498) là một tàu khu trục lớp Fletcher được Hải quân Hoa Kỳ chế tạo trong Chiến tranh Thế giới thứ hai. Nó là chiếc tàu chiến thứ hai của Hải quân Mỹ được đặt theo tên Chuẩn đô đốc John W. Philip (1840-1900), người tham gia cuộc Nội chiến Hoa Kỳ và cuộc Chiến tranh Tây Ban Nha-Hoa Kỳ. Nó hoạt động cho đến hết Thế Chiến II, còn tiếp tục tham gia Chiến tranh Triều Tiên và Chiến tranh Việt Nam, cho đến khi ngừng hoạt động năm 1968 và bị bán để tháo dỡ năm 1971. Nó được tặng thưởng chín Ngôi sao Chiến trận trong Thế Chiến II và thêm năm Ngôi sao Chiến trận khác tại Triều Tiên.

## Thiết kế và chế tạo
Philip được đặt lườn tại xưởng tàu của hãng Federal Shipbuilding and Dry Dock ở Kearny, New Jersey vào ngày 7 tháng 5 năm 1942. Nó được hạ thủy vào ngày 13 tháng 10 năm 1942; được đỡ đầu bởi bà Barrett Philip; và nhập biên chế vào ngày 21 tháng 11 năm 1942 dưới quyền chỉ huy của Hạm trưởng, Trung tá Hải quân Thomas C. Ragan.

## Lịch sử hoạt động

### Chiến dịch quần đảo Solomon 1943-1944
Nhiệm vụ đầu tiên của Philip là vào sáng sớm ngày 30 tháng 6 năm 1943, khi nó bắn phá các vị trí đối phương tại khu vực quần đảo Shortland ở vùng Tây Nam Thái Bình Dương. Khi nó hoạt động trong thành phần bảo vệ cho Đội vận chuyển thứ hai vào ngày 15 tháng 8, nhiều máy bay đối phương đã tấn công các tàu đổ bộ đang đổ quân gần bãi Barakoma, Vella Lavella. Vài phút sau, hai máy bay ném bom bổ nhào nhắm vào chiếc tàu khu trục, mỗi chiếc phóng ra một quả bom, nhưng đều trượt. Các khẩu đội phòng không trên tàu nhắm vào chiếc thứ nhất, tiếp tục đến gần cho đến khi một máy bay tiêm kích Corsair đồng đội can thiệp; họ chuyển hỏa lực sang chiếc thứ hai, bắn nó rơi trên biển.
Máy bay Nhật Bản quay trở lại cho một đợt tấn công khác khi trời tối. Soi rõ bóng trong một đêm trăng tròn, đối phương bị Philip nhắm bắn. Một quả ngư lôi sượt qua phía đuôi tàu và một quả khác chạy song song với con tàu sau khi nó được phát hiện và có đủ thời gian cơ động né tránh. Các khẩu pháo phòng không tiếp tục nả đạn vào đối thủ, cuối cùng bắn hạ được một chiếc. Máy bay đối phương tiếp tục xuất hiện vào chiều tối hôm sau, lần này mục tiêu của chúng là những chiếc LST cồng kềnh đang rút lui từ bãi Barakoma. Đang khi rải một màn khói ngụy trang và bắn vào các máy bay tấn công, nó va chạm với chiếc Waller cũng đang rải khói ngụy trang. Cả hai chiếc tàu khu trục đều bị hư hại, nhưng việc kiểm soát hư hỏng giúp chúng tiếp tục chiến đấu. Philip bắn rơi một máy bay đối phương và có thể đã tiêu diệt được một chiếc thứ hai.
Sang ngày hôm sau, sức ép của đối phương tiếp tục tăng lên nhằm đẩy lùi lực lượng Hoa Kỳ tại khu vực quần đảo Solomon. Một máy bay ném bom bổ nhào đã phóng quả bom sượt giữa hai ống khói của Philip, một quả bom khác rơi cách con tàu 30 yd (27 m) bên mạn trái. Một đợt tấn công thứ hai diễn ra với hai quả bom rơi cách đuôi tàu 15 yd (14 m). Các xạ thủ phòng không trên tàu đã bắn rơi một máy bay ném bom tấn công. Hai ngày sau, đang khi dẫn đầu một đoàn tàu vận tải rời khỏi Tulagi, nó tung ra hai lượt tấn công vào một mục tiêu nghi ngờ là một tàu ngầm Nhật Bản, nhưng không có kết quả.
Vào ngày 27 tháng 10, Philip bắn phá các khẩu đội súng cối đối phương trên đảo Mono rồi tiến vào cảng Blanche tại đảo Treasury thuộc quần đảo Solomon. Sáu máy bay ném bom bổ nhào Aichi D3A "Val" đã xâm nhập cảng với ý định tiêu diệt các tàu vận tải neo đậu tại đây. Cuộc tấn công bị đẩy lui, và chiếc tàu khu trục đã góp phần khi bắn rơi một máy bay đối phương. Một đợt càn quét tàu bè sà lan đối phương ngoài khơi Bougainville và bắn phá vịnh Choiseul được thực hiện vào ngày 8 tháng 1 năm 1944. Mười ngày sau, nó quay trở lại cho một đợt bắn phá khác xuống Bougainville. Đang khi dẫn đầu một đoàn tàu đổ bộ LCI đi về phía Bougainville vào ngày 15 tháng 2, nó lại chịu đựng một đợt không kích khác. Một lần nữa, chiếc tàu khu trục chống trả thành công, gây hư hại một máy bay đối phương.
Sau khi bắn phá một cách có hệ thống xuống vịnh Nữ hoàng Augusta vào ngày 14 tháng 3, Philip lên đường để tham gia Chiến dịch quần đảo Mariana và Palau. Từ ngày 17 tháng 6 cho đến cuối tháng 7, các khẩu pháo của nó hầu như phải bắn phá hàng ngày xuống các vị trí đối phương tại Saipan và Tinian, chủ yếu nhắm vào các vị trí pháo binh, điểm tập trung quân và các sân bay, và nhiều lần càn quét các tàu bè nhỏ tại Tinian và trong cảng Tanapag.

### Chiến dịch Philippines 1944 - 1945
Chiến dịch Philippines chờ đợi đã lâu được mở màn bằng cuộc tấn công lên Mindoro từ ngày đến ngày 12 15 tháng 12; một máy bay đối phương bị Philip bắn hỏng trong trận này. Nhiều cuộc không kích khác của đối phương xảy ra khi chiếc tàu khu trục tham gia hộ tống một đoàn tàu vận tải tiếp liệu đi từ Leyte đến Mindoro vào cuối tháng đó. Các cuộc không kích này phối hợp chiến thuật ném bom và tấn công cảm tử Kamikaze, kết hợp cho đến sáu máy bay cùng một lúc, để tấn công đoàn tàu chậm chạp. Hai máy bay tấn công đã bị bắn rơi và một chiếc thứ ba bị hư hại. Một quả đạn pháo phòng không 20-mm do một tàu đổ bộ LCT nhắm vào một máy bay Nhật đã xuyên trúng tấm nhôm che cầu tàu bên mạn phải, làm thủng một lổ và khiến hai người bị thương; một người trong đó tử thương năm giờ sau tai nạn bị bắn nhầm này.
Nhiều con tàu không được may mắn như Philip. Tàu khu trục Gansevoort (DD-608) bị một chiếc Kamikaze đánh trúng, và Philip đã tiếp cận để trợ giúp. Hai thành viên thủy thủ đoàn đã tình nguyện sang tàu bạn, vô hiệu hóa kíp nổ các quả mìn sâu và giúp phóng bỏ chúng.
Khởi hành từ Leyte vào ngày 5 tháng 1 năm 1945, Philip gia nhập một đội đặc nhiệm để tấn công vịnh Lingayen thuộc đảo Luzon, Philippines vào ngày 9 tháng 1, đối phó với nhiều cuộc tấn công tự sát bởi máy bay và xuồng máy chất đầy thuốc nổ. Nó tiếp tục ở lại khu vực cho đến ngày 12 tháng 1, bảo vệ cho các tàu vận tải chất dỡ. Nó tiếp tục ở lại khu vực cho đến ngày 12 tháng 1, bảo vệ cho các tàu vận tải chất dỡ. Vào sáng sớm trước bình minh ngày 10 tháng 1, nó theo dõi một tàu nhỏ được phát hiện trên màn hình radar, không trả lời tín hiệu nhận diện phát ra. Sau khi chiếu sáng con tàu đối phương chất đầy thuốc nổ, Philip khai hỏa các cỡ pháo 20-mm và súng máy; đối phương đổi hướng và đâm thẳng vào mạn trái phía giữa tàu, nhưng bị nổ tung khi còn cách đích 20 yd (18 m).
Philip còn thực hiện hai nhiệm vụ hỗ trợ hỏa lực khác, khi chiếm đóng bán đảo Zamboanga, Mindanao trong tháng 3, và tấn công lên các đảo Sanga-Sanga và Jolo thuộc quần đảo Sulu từ ngày 2 đến ngày 10 tháng 4.

### Chiến dịch Borneo 1945
Vào ngày 30 tháng 4, Philip tham gia một đơn vị đặc đặc nhiệm để vận chuyển, bảo vệ và hỗ trợ cho cuộc đổ bộ của Lữ đoàn 26 Australia lên Sauau, Borneo tại Đông Ấn thuộc Hà Lan. Cuộc đổ bộ lên đảo Tarakan được tiếp nối một ngày sau đó, hầu như không gặp sự kháng cự của đối phương. Được tách khỏi nhiệm vụ cột mốc radar canh phòng ngoài khơi vịnh Brunei vào ngày 12 tháng 6, nó gặp gỡ một đội tàu quét mìn và lên đường để hoạt động quét thủy lôi tại khu vực Miri-Luton, Sarawak, Borneo, chuẩn bị cho cuộc tấn công đổ bộ tiếp theo, diễn ra bảy ngày sau đó. Tổng cộng 246 quả thủy lôi đã được dọn sạch khỏi khu vực bị rải mìn dày đặc, và các khẩu pháo bờ biển đối phương tại khu vực Miri cũng bị chiếc tàu khu trục vô hiệu hóa.
Các đơn vị thuộc Quân đoàn 1 Australia đã xuống các tàu đổ bộ tại Morotai và đổ bộ tại Balikpapan, Borneo vào ngày 1 tháng 7, trong khi Philip tuần tra phòng ngừa mọi nỗ lực can thiệp của đối phương. Nó ở lại khu vực đổ bộ cho đến ngày 19 tháng 7, bắn phá các bãi biển chung quanh và chống trả các cuộc không kích vô vọng mà đối phương có thể tung ra. Chiến tranh đã kết thúc ngay sau chiến dịch Borneo thành công, nhưng chiếc tàu khu trục không thể trở về Hoa Kỳ ngay; nó được phái sang Trung Quốc tham gia các hoạt động phá mìn và ở lại khu vực Thái Bình Dương cho đến hết năm 1945.
Philip trở về vùng bờ Tây kịp lúc để đón năm mới 1946 tại quê nhà, rồi chuyển sang vùng bờ Đông và được cho xuất biên chế vào tháng 1 năm 1947. Con tàu được đưa về Hạm đội Dự bị Đại Tây Dương và neo đậu tại Charleston, South Carolina. Vẫn đang trong thành phần dự bị, nó được xếp lại lớp như một tàu khu trục hộ tống với ký hiệu lườn mới DDE-498 vào ngày 26 tháng 3 năm 1949.

### Chiến tranh Triều Tiên 1950 - 1954
Philip được nhập xuất biên chế trở lại tại Charleston, South Carolina vào ngày 30 tháng 6 năm 1950, rồi đi ngang qua kênh đào Panama và San Diego để đến cảng nhà mới tại Trân Châu Cảng. Đến nơi vào ngày 10 tháng 9, nó tham gia các cuộc thực tập tìm-diệt tàu ngầm, và đến mùa Thu đã hoạt động như tàu canh phòng máy bay cho chuyến bay đưa Tổng thống Harry S. Truman tham dự hội nghị giữa đại dương cùng tướng Douglas MacArthur tại đảo Wake nhằm thảo luận về diễn biến của cuộc Chiến tranh Triều Tiên.
Philip rời Trân Châu Cảng vào ngày 1 tháng 6 để đi Midway và Yokosuka, Nhật Bản, và đến ngày 15 tháng 6 đã gia nhập thành phần hộ tống cho Lực lượng Đặc nhiệm 77 trong biển Nhật Bản, khi các tàu sân bay của lực lượng tiến hành không kích xuống lực lượng đối phương tại Bắc Triều Tiên. Nó quay trở lại Nhật Bản để thực tập chống tàu ngầm từ ngày 30 tháng 6 đến ngày 10 tháng 7, rồi lên đường đi Đài Loan vào ngày hôm sau để tuần tra trong eo biển Đài Loan. Chuyến viếng thăm Hong Kong của nó bắt đầu từ ngày 29 tháng 7 bị ngắt quãng bởi cơn bão Louise, và trong suốt tháng 8, chiếc tàu khu trục tiếp tục nhiệm vụ tuần tra. Vào đầu tháng 9, nó thực tập chống tàu ngầm ngoài khơi Okinawa cho đến ngày 11 tháng 9, khi nó quay trở về Yokosuka để bảo trì.
Philip lên đường đi sang vùng bờ biển phía Đông bán đảo Triều Tiên vào ngày 24 tháng 9, nơi nó làm nhiệm vụ hộ tống cùng Lực lượng Đặc nhiệm 77 cho đến ngày 3 tháng 10, khi được điều động sang khu vực bờ biển phía Tây Triều Tiên cùng lực lượng hải quân Liên Hợp Quốc, bao gồm các đơn vị Hải quân Hoàng gia Anh và Hải quân Hoàng gia Australia. Tại đây nó hộ tống đội tàu sân bay và tiến hành phong tỏa dọc theo vĩ tuyến 38 Bắc. Chịu đựng cơn cuồng phong Ruth lớn nhất trong nhiều năm, chiếc tàu khu trục gia nhập trở lại Lực lượng Đặc nhiệm 77 vào ngày 15 tháng 10, và hoàn tất lượt bố trí vào ngày 31 tháng 10, khi nó lên đường đi rồi khởi hành vào ngày 2 tháng 11 để quay về Trân Châu Cảng.
Philip được bảo trì trong ụ tàu tại Trân Châu Cảng sau khi về đến nơi, rồi hoạt động huấn luyện ôn tập, bao gồm nhiệm vụ canh phòng máy bay, cho đến ngày 27 tháng 10, khi nó được đại tu nhằm chuẩn bị cho một lượt phục vụ tiếp theo trong Chiến tranh Triều Tiên. Nó rời Trân Châu Cảng vào ngày 10 tháng 11 để đi Yokosuka, Nhật Bản, đến nơi mười ngày sau đó. Xế trưa ngày 25 tháng 11, nó gia nhập Lực lượng Đặc nhiệm 78 và bắt đầu làm nhiệm vụ hộ tống cho đơn vị này. Các hoạt động của nó bao gồm việc tuần tra bắn phá bờ biển cùng tàu tuần dương hạng nặng Los Angeles (CA-135) về phía Bắc vĩ tuyến 38 dọc theo bờ biển phía Đông Triều Tiên. Vào ngày 5 tháng 12, nó cùng Los Angeles tiến vào cảng Wonsan để bắn phá các mục tiêu trên bờ, rồi quay trở lại vùng chiến tuyến để bắn hỏa lực theo yêu cầu. Nó lại hoạt động cùng Lực lượng Đặc nhiệm 78 từ ngày 8 đến ngày 27 tháng 12, ngắt quãng bởi một đợt lùng sục ban đêm dấu vết tín hiệu sonar thu được, và hai nhiệm vụ giải cứu phi công bị bắn rơi. Nó có một đợt bảo trì ngắn tại Yokosuka trước khi quay trở lại nhiệm vụ, vốn hoàn tất vào tháng 5 năm 1953.
Philip về đến Trân Châu Cảng vào ngày 29 tháng 5, tiến hành thực tập huấn luyện trong một tháng tiếp theo. Nó đi vào Xưởng hải quân Trân Châu Cảng vào cuối tháng 6 cho một đợt đại tu kéo dài đến ba tháng, rồi lại hoạt động huấn luyện tại khu vực Hawaii, bao gồm nhiệm vụ tìm kiếm và giải cứu, chống tàu ngầm, thực hành bắn phá bờ biển và canh phòng cho tàu sân bay.
Philip tham gia một cuộc tập trận hạm đội quy mô lớn vào những tháng đầu năm 1954, rồi lại chuẩn bị để được điều động sang Tây Thái Bình Dương. Nó khởi hành đi Yokosuka, Nhật Bản vào ngày 14 tháng 6, đến nơi vào ngày 23 tháng 6, và neo đậu dọc theo tàu tiếp liệu khu trục Hamul (AD-20) trong hai ngày để được bảo trì. Sau đó nó lên đường đi eo biển Shimonoseki và đến Chinhae, Triều Tiên, và trình diện để phục vụ cùng Lực lượng Đặc nhiệm 95. Nó lên đường đi Inchon để gia nhập cùng HMS Warrior (R31), và hoạt động như tàu canh phòng máy bay cho chiếc tàu sân bay Anh để tham gia cuộc phong tỏa của lực lượng Liên Hợp Quốc. Nó hộ tống cho Warrior đi Kure, Nhật Bản vào ngày 4 tháng 7, rồi tiếp tục đi đến Sasebo để được bảo trì và tiếp liệu trong một tuần.

### 1954 - 1957
Sau những hoạt động khác tại vùng biển Triều Tiên, Philip rời Nhật Bản để quay trở về Trân Châu Cảng, về đến cảng nhà vào ngày 29 tháng 8 năm 1954, và được đại tu trong một tháng. Nó hoạt động tại chỗ tại vùng biển quần đảo Hawaii cho đến ngày 15 tháng 3 năm 1955, khi con tàu lại vào xưởng tàu cho một đợt đại tu toàn diện, tiếp nối bởi một đợt huấn luyện ôn tập nhằm chuẩn bị cho một lượt bố trí khác tại Viễn Đông. Nó lên đường đi Yokosuka, Nhật Bản vào ngày 8 tháng 8 năm 1955, đến nơi mười ngày sau đó. Trong lượt bố trí này, nó tham gia các cuộc tập trận chống tàu ngầm quy mô lớn ngoài khơi Okinawa, hoạt động cùng Lực lượng Đặc nhiệm 77, và phục vụ tuần tra eo biển Đài Loan trước khi lên đường quay trở về nhà vào ngày 6 tháng 1 năm 1956. Con tàu hoạt động tại vùng biển Hawaii từ ngày 15 tháng 1 đến ngày 30 tháng 10 năm 1956, khi nó lại lên đường đi sang Viễn Đông. Trong lượt phục vụ tương đối ngắn này, nó hoạt động chủ yếu tại Nhật Bản trước khi lên đường quay trở về Trân Châu Cảng vào ngày 22 tháng 1 năm 1957.

### 1957 - 1968
Phiip gia nhập Hải đội Khu trục 25 vào năm 1957, một đơn vị độc đáo vì có đến ba thay vì hai đội khu trục. Các tàu khu trục hộ tống thuộc Hải đội 25 được bố trí thường xuyên đến mức một trong ba đội khu trục luôn có mặt tại Viễn Đông bất kỳ lúc nào; vì vậy con tàu đã lên đường đi sang Viễn Đông vào ngày 27 tháng 12, và đi đến Yokosuka vào ngày 5 tháng 1 năm 1958. Nó tham gia tập trận ngoài khơi Nhật Bản và Okinawa, quần đảo Philippine và Biển Đông cho đến ngày 23 tháng 4, khi đội của nó lên đường quay trở về nhà theo một lộ trình đặc biệt. Nó đi đến Brisbane, Australia vào ngày 2 tháng 5, tiếp tục viếng thăm Melbourne và Sydney, Australia; Wellington, New Zealand; và Pago Pago thuộc Samoa trước khi quay trở về Trân Châu Cảng vào ngày 29 tháng 5. Nó hoạt động tại khu vực Hawaii trong thời gian còn lại của năm 1958.
Từ tháng 6 năm 1958 đến tháng 1 năm 1959, Philip tham gia các cuộc thực tập tìm-diệt tàu ngầm, thực hành bắn phá bờ biển, thực tập tác xạ cũng như đảm nhiệm vai trò tàu canh phòng máy bay cho tàu sân bay Ranger (CVA-61). Vào ngày 18 tháng 2, nó cùng các tàu khu trục hộ tống thuộc Đội khu trục 252 lên đường đi sang Yokosuka, Nhật Bản; hoạt động tại vùng biển Nhật Bản và Biển Đông trước khi đi đến Brisbane, Australia vào ngày 11 tháng 7, và hoàn tất lượt bố trí tại Trân Châu Cảng vào ngày 30 tháng 7.
Đội khu trục lại khởi hành từ Honolulu vào ngày 22 tháng 4 năm 1960 để đi Yokosuka, và sau khi hoạt động tại vùng biển Nhật Bản và Okinawa, Philip quay trở về Trân Châu Cảng vào ngày 29 tháng 10. Nó lại lên đường đi Yokosuka vào ngày 4 tháng 2 năm 1962, trải qua hoạt động tại vùng biển Nhật Bản, Philippines và Việt Nam. Ký hiệu lườn của con tàu được đổi trở lại DD-498 vào ngày 1 tháng 7, và nó quay trở về Trân Châu Cảng vào ngày 18 tháng 7. Vào ngày 3 tháng 10, con tàu hoạt động cùng chiếc tàu tấn công đổ bộ lớp Wasp Kearsarge (LHD-3), là tàu thu hồi chính cho hoạt động thu hồi tàu vũ trụ Mercury 8 cùng phi hành gia Wally Schirra đáp xuống Thái Bình Dương ở tọa độ 32°07′30″B 174°45′0″T / 32,125°B 174,75°T.
Philip lại lên đường đi Yokosuka vào ngày 12 tháng 11 năm 1963, hoạt động tại vùng biển Nhật Bản, Philippines và Việt Nam trước khi quay trở về Trân Châu Cảng vào ngày 10 tháng 4 năm 1964. Sau một đợt hoạt động tại vùng biển Hawaii, nó lại lên đường đi Yokosuka vào ngày 19 tháng 4 năm 1965, được đánh dấu bởi hoạt động tại Trạm Yankee ngoài khơi Việt Nam và tuần tra eo biển Đài Loan. Nó quay trở về nhà vào ngày 1 tháng 10 năm 1965.
Philip được cho xuất biên chế vào ngày 30 tháng 9 năm 1968 và rút khỏi danh sách Đăng bạ Hải quân vào ngày 1 tháng 10 năm 1968. Nó bị bán để tháo dỡ vào ngày 15 tháng 12 năm 1971, nhưng đang khi trên đường kéo đi để tháo dỡ vào ngày 2 tháng 2 năm 1972, nó bị đắm bởi một cơn bão.

## Phần thưởng
Philip được tặng thưởng chín Ngôi sao Chiến trận do thành tích phục vụ trong Thế Chiến II, và thêm năm Ngôi sao Chiến trận khác trong Chiến tranh Triều Tiên.